# Mirko
Mirko  è un nome proprio di persona italiano maschile.

## Varianti
- Maschili: Mirco[1][2][3]
- Femminili: Mirca[1][2], Mirka[1][2]

### Varianti in altre lingue
Oltre che in italiano, il nome è naturalmente diffuso in varie lingue slave dell'area balcanica, sempre nella forma Mirko (in cirillico, laddove usato, Мирко); tra queste si possono citare sloveno, croato, serbo e macedone; nelle lingue slave dell'Europa centrale, tra cui ceco, slovacco e polacco, è invece diffuso il nome Mirek, di identica formazione.

## Origine e diffusione
È una ripresa del nome slavo Mirko, a sua volta una forma abbreviata di Miroslav (in italiano Miroslavo). Negli anni settanta, il nome risultava accentrato, oltre che nelle aree di minoranza slovena del Friuli-Venezia Giulia, anche in Veneto ed Emilia-Romagna, sia nelle forme con la K, sia in quelle con la C, che sono adattamenti grafici all'italiano.

## Onomastico
Trattandosi di un nome adespota, ossia privo di santo patrono, l'onomastico può essere celebrato il 1º novembre, festa di Ognissanti; alternativamente, vista l'origine del nome, si può festeggiare il 24 agosto in ricordo del beato Miroslav Bulešić, sacerdote e martire a Lanischie.

## Persone

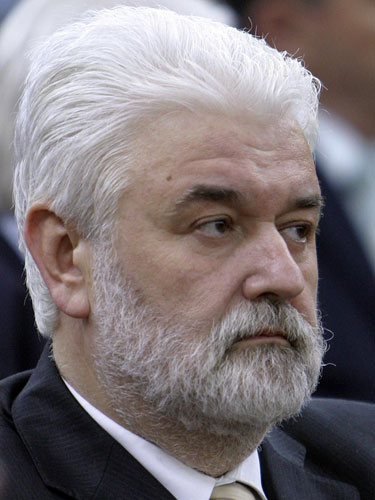
Mirko Cvetković

- Mirko del Montenegro, principe montenegrino
- Mirko Basaldella, scultore italiano
- Mirko Bortolotti, pilota automobilistico italiano
- Mirko Celestino, ciclista su strada italiano
- Mirko Cudini, calciatore e allenatore di calcio italiano
- Mirko Cvetković, economista e politico serbo
- Mirko Ellis, attore italiano
- Mirko Filipović, kickboxer croato
- Mirko "Rkomi" Martorana, rapper e cantautore italiano
- Mirko Šarović, politico bosniaco
- Mirko Tomassoni, politico sammarinese
- Mirko Tremaglia, politico italiano
- Mirko Vučinić, calciatore e allenatore di calcio montenegrino

### Variante Mirco

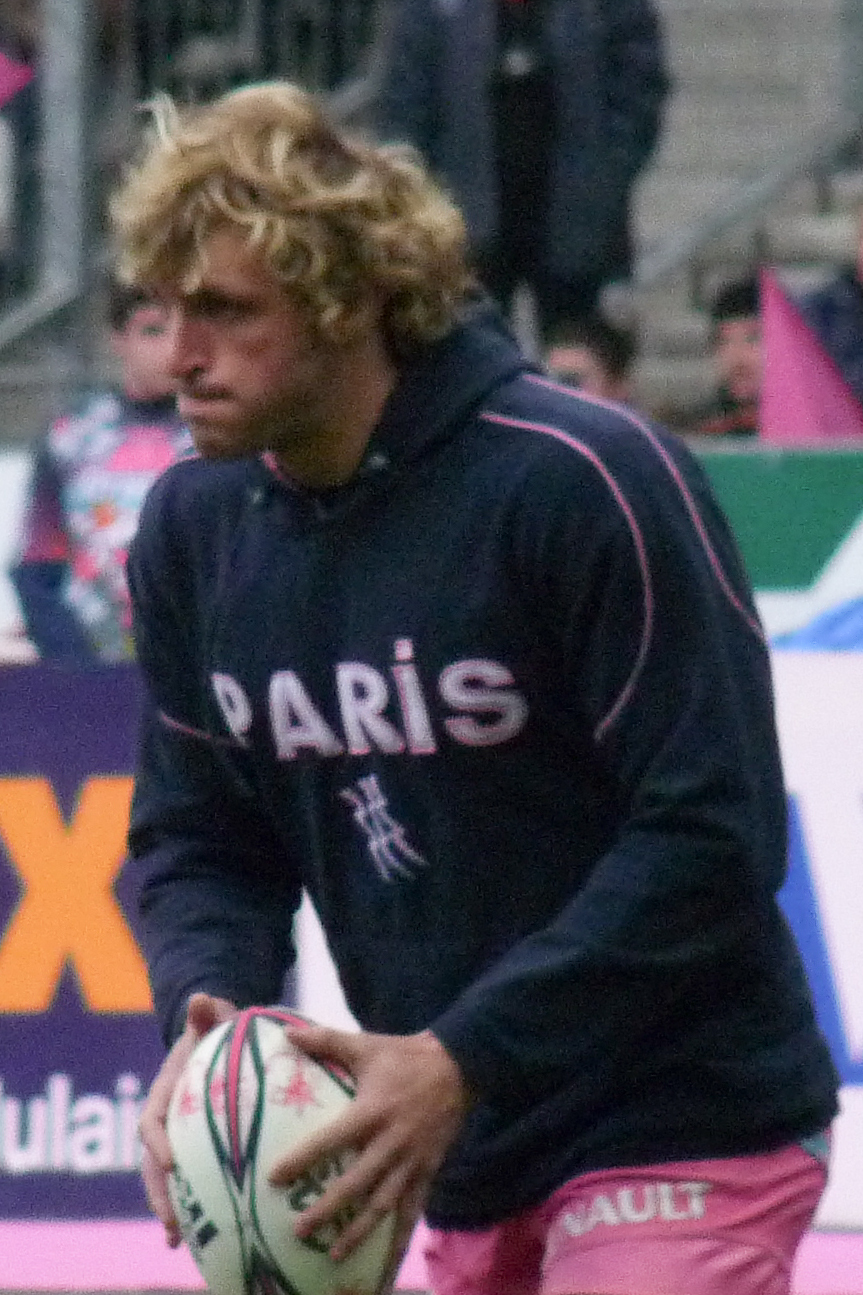
Mirco Bergamasco

- Mirco Antenucci, calciatore italiano
- Mirco Bergamasco, rugbista a 15 italiano
- Mirco Di Tora, nuotatore italiano
- Mirco Garrone, montatore italiano
- Mirco Lorenzetto, ciclista su strada e dirigente sportivo italiano
- Mirco Poloni, calciatore e allenatore di calcio italiano

### Varianti femminili

Mirca Viola

- Mirka Andolfo, illustratrice e fumettista italiana
- Mirka Sartori, modella italiana
- Mirca Viola, attrice e regista italiana

## Il nome nelle arti
- Mirko è uno dei personaggi principali della serie animata Kiss Me Licia.